# Nicola Mancino
Nicola Mancino, né le 15 octobre 1931 à Montefalcione, est un homme d'État italien.

## Biographie
Membre de la Démocratie chrétienne (DC), il préside la région Campanie de 1971 à 1972 puis entre 1975 et 1976. Il est ensuite élu sénateur en 1976.
Ministre de l'Intérieur dans le gouvernement Ciampi de 1993 à 1994, il est président du Sénat de la République pour la XIIIe législature entre 1996 et 2001. À ce titre, il assure brièvement l'intérim de la présidence de la République italienne entre la démission d'Oscar Luigi Scalfaro et l'investiture de Carlo Azeglio Ciampi en 1999.
Il a assumé la vice-présidence du Conseil supérieur de la magistrature (CSM) pendant quatre ans, jusqu'à son remplacement par Michele Vietti, le 2 août 2010.
Nicola Mancino a été sur le banc des accusés dans le procès État-Mafia.